# Fawzia Fahim

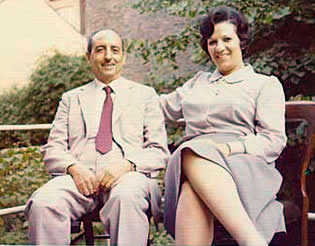
La Dra. Fawzia Fahim y su esposo, Salah. (Londres, septiembre de 1976)

Fawzia Abbas Fahim (nació el 9 de diciembre de 1931 en Médinet el-Fayum en Egipto) es una bioquímica y bióloga medioambiental egipcia, conocida por su trabajo sobre los efectos del veneno de serpiente y en la lucha anti-tumoral. Actualmente es profesora de bioquímica en la Universidad Ain Shams, en Egipto. Fawzia Fahim también ha aportado contribuciones importantes en el campo de la salud infantil, en el trabajo, y en cuestiones de contaminación en Egipto.

## Carrera
Fawzia Fahim ha obtenido su carrera universitaria en la Universidad del Caire, en Egypte, en 1954, y su especialización en química por la Universidad del Caire en 1962. En 1965, obtuvo su PhD en la Universidad de Birmingham, en Inglaterra. Además es la autora o coautora de 80 artículos científicos.
Fahim trabajó como promotora de la Facultad de Ingeniería, en el Departamento de química de la Universidad del Caire, entre 1957-1962. Recibió una beca gubernamental por parte del Reino Unido, de octubre 1962 a junio 1965, donde frecuentó la Universidad de Birmingham. En 1966, es maestra de conferencias en el departamento de bioquímica de la Universidad Ain Shams. En 1975, Fahim se convierte en profesora adjunta y en 1980, consigue ser profesora,  plaza que ocupa siempre.
Fawzia Fahim dirigió el Departamento de Biología y de Ciencias Naturales del Instituto de Estudios del Medio ambiente, y el departamento de la Investigación, de la Universidad Ain Shams, de 1983 a 1989.

## Vida personal
En 1959, Salah El-Din Mohamed El-Mahdi se casa con el Dr. Fahim, profesor de diseño y de teoría de las máquinas en la Facultad de Ingenio, Universidad Ain-Shams. Muere en 1998. Ellos tuvieron 3 niños: Salwa (pediatra), Mohamed (médico de medicina interna) y Khalid, Ingeniero civil. 

## Selección de publicaciones
- Fahim, Fawzia A; Esmat, AMR Y; Mady, Essam A; Ibrahim, Emad K (2003). «Antitumor Activities of Iodoacetate and Dimethylsulphoxide Against Solid Ehrlich Carcinoma Growth in Mice». Biological Research 36 (2): 253-62. PMID 14513720. doi:10.4067/S0716-97602003000200015.
- Fahim, FA; Esmat, AY; Mady, EA; Ahmed, SM; Zaki, MA (2002). «Biological activities of the crude skin toxin of the Suez Gulf oriental catfish (Plotosus lineatus) and its antitumor effect in vivo (mice)». Journal of natural toxins 11 (4): 283-95. PMID 12503871.
- Fahim, Fawzia A.; Fleita, Daisy H.; Ibrahim, Abdallah M.; El-Dars, Farida M. S. (2001). «Evaluation of some Methods for Fish Canning Wastewater Treatment». Water, Air, & Soil Pollution 127: 205-26. doi:10.1023/A:1005292204184.
- Fahim, Fawzia A.; Esmat, Amr Y.; Hassan, Gehan K.; Abdel-Bary, Abeer (2000). «Biochemical changes in patients with combined chronic schistosomiasis and viral hepatitis C infections». Disease Markers 16 (3–4): 111-8. PMID 11381190. doi:10.1155/2000/732754. (enlace roto disponible en Internet Archive; véase el historial, la primera versión y la última).
- Fahim, Fawzia A.; Esmat, Amr Y.; Fadel, Hoda M.; Hassan, Khaled F. S. (1999). «Allied studies on the effect of Rosmarinus officinalis L. On experimental hepatotoxicity and mutagenesis». International Journal of Food Sciences and Nutrition 50 (6): 413-27. PMID 10719582. doi:10.1080/096374899100987.
- Fahim, Fawzia A.; Morcos, Nadia Y.S.; Muhammad, Faten Z.; Esmat, Amr Y. (1989). «Role of dietary magnesium and/or manganese variables on ehrlich ascites tumor‐bearing mice». Nutrition and Cancer 12 (3): 279-86. PMID 2771804. doi:10.1080/01635588909514027.
- Mady, E. A. (2002). «Antitumor and biochemical effects of Echis coloratus crude venom on Ehrlich ascites carcinoma cells in vivo». Journal of Venomous Animals and Toxins 8 (2): 283-96. doi:10.1590/S0104-79302002000200008.